# 동이 (드라마)
《동이》는 2010년 3월 22일부터 2010년 10월 12일까지 방송이 된 문화방송 월화드라마다. 궁인에서 빈으로까지 올라 아들 영조를 성군으로 이끈 숙빈 최씨의 일대기를 다룬다.
한편 여주인공 캐스팅 문제로 어려움을 겪었는데 송혜교, 하지원, 김희선 등이 물망에 올랐으나, 이런저런 사정으로 고사하자 한효주가 간신히 낙점됐다.

## 기획 의도
왕조시대 신분계급 중에서 최하층인 천민!! 인간으로서 최소한의 가치를 인정받지 못한 채 오로지 재물의 교환 가치로만 평가를 받던 그들이 살던 생활의 질곡과 희망 그리고 자의식을 시청자들에게 소개한다. 18세기 중반, 조선 신분사회의 심각한 모순과 급격한 변화를 천민 출신의 주인공을 통하여 생생하게 묘사한다.

## 주요 내용
조선 역사 상 처음으로 천민의 신분에서 내명부 최고의 품계에 올라 자신의 아들을 왕으로 올린 숙빈 최씨의 파란만장한 삶을 다룬 사극.

## 등장인물

### 주요인물
- 한효주 (아역 : 김유정) : 숙빈 최씨(동이) 역 - 장악원 여비 → 감찰부 나인 → 승은상궁 → 숙원 → 숙의 → 숙빈
- 지진희 : 숙종 역 : 조선 제19대 국왕
- 이소연 : 희빈 장씨(장옥정) 역 : 승은상궁 → 숙원 → 소의 → 희빈 → 중전 → 희빈
- 배수빈 : 차천수 역
- 정진영 : 서용기 역
- 박하선 : 인현왕후 민씨 역 : 중전 → 폐비 → 중전

### 조선 왕실의 인물
- 박정수 : 명성왕후 김씨 역
- 오연서 : 인원왕후 김씨 역
- 남다름 : 은평군 역
- 윤찬 : 경종(이윤) 역
- 이형석 → 이선호 : 영조(이금) 역
- 신규리 → 정모레 : 정성왕후 서씨 역

### 조선 조정의 인물
- 정동환 : 오태석 역
- 박영지 : 임상현 역
- 나성균 : 정인국 역
- 김진호 : 김주신 역
- 김동윤 : 심운택 역
- 순동운 : 공조판서 역
- 최철호 : 오윤 역
- 김유석 : 장희재(희빈 장씨의 오라버니) 역
- 최종환 : 장무열 역
- 신국 : 도승지 역

### 장악원의 인물
- 이계인 : 오태풍 역

- 여호민 : 오호양 역
- 이정훈 : 이종욱 역
- 최재호 : 박두식 역
- 이희도 : 황주식 역
- 이광수 : 박영달 역

### 내시부/내명부의 인물
- 정선일 : 상선 한내관 역
- 김소이 : 봉상궁 역 (동이의 지밀상궁)
- 서지연 : 동궁전의 상궁 역
- 김혜선 : 정상궁 역
- 임성민 : 유상궁 역
- 정유미 : 남상궁 역
- 강유미 : 애종 역 (동이의 지밀나인)
- 오은호 : 시비 역
- 한다민 : 은금 역
- 허이슬 : 영선 역(5회~54회)
- 우윤정 : 종금 역(5회~50회)
- 안여진 : 조상궁 역(희빈 장씨 지밀상궁, 5회~54회)
- 김영임 : 안상궁 역(인현왕후 민씨 지밀상궁, 5회~50회)
- 이상미 : 도상궁 역(5회~22회)
- 반민정 : 이상궁 역(55회~60회)

### 그 외 인물
- 최란 : 희빈 모 윤씨 역
- 김혜진 : 설희 역
- 이재용 : 장익헌 역 (1회 특별 출연)
- 천호진 (특별 출연) : 최효원 역 (동이의 친부)
- 정성운 (특별 출연) : 최동주 역 (동이의 친오빠)
- 정은표 (특별 출연) : 게둬라의 부 역
- 여현수 (아역 : 최수한, 특별출연) : 게둬라 역
- 최일화 : 서용기의 아버지 서정호 역 (2회 특별 출연)
- 정호근 : 변행수 역 (특별 출연)
- 김경룡 : 설희의 하인 역 (특별 출연)
- 박길수 : 황종구 역
- 손일권 : 홍태윤 역
- 임치우 : 수문관 역
- 이지은 : 여리 역
- 서강 : 막남 역
- 이창 : 허의관 역
- 손건우 : 민홍준 역
- 정인기 : 김환 역
- 정기성 : 김환의 제자 역
- 이숙 : 박씨 역
- 이정성 : 청나라의 관리 역
- 장소연 : 금홍 역 (설희의 동기)
- 맹상훈 : 김구선 역
- 공재원 : 장악원의 관원 역
- 한춘일 : 문신 역
- 이종래
- 최세환
- 김일웅
- 최효상

## 시청률
아래는 시청률로, 빨간색 수치는 최고 시청률, 파란색 수치는 최저 시청률을 나타낸다.
| 회차        | 방송일      | TNmS 시청률     | TNmS 시청률   | AGB 시청률      | AGB 시청률    |
| 회차        | 방송일      | 대한민국 (전국) | 서울 (수도권) | 대한민국 (전국) | 서울 (수도권) |
| ----------- | ----------- | --------------- | ------------- | --------------- | ------------- |
| 제1회       | 3월 22일    | 11.4%           | 12.9%         | 11.6%           | 12.8%         |
| 제2회       | 3월 23일    | 11.5%           | 12.6%         | 11.6%           | 13.1%         |
| 제3회       | 3월 29일    | 11.7%           | 12.9%         | 12.7%           | 13.7%         |
| 제4회       | 3월 30일    | 12.3%           | 13.4%         | 13.6%           | 15.2%         |
| 제5회       | 4월 5일     | 15.3%           | 16.4%         | 14.7%           | 15.6%         |
| 제6회       | 4월 6일     | 14.2%           | 15.2%         | 15.8%           | 17.4%         |
| 제7회       | 4월 12일    | 17.2%           | 18.9%         | 17.9%           | 20.1%         |
| 제8회       | 4월 13일    | 17.3%           | 18.5%         | 18.8%           | 20.4%         |
| 제9회       | 4월 19일    | 19.0%           | 20.4%         | 19.2%           | 20.9%         |
| 제10회      | 4월 20일    | 19.7%           | 21.3%         | 18.2%           | 19.7%         |
| 제11회      | 4월 26일    | 21.6%           | 23.5%         | 21.0%           | 24.0%         |
| 제12회      | 4월 27일    | 22.5%           | 24.5%         | 21.6%           | 23.9%         |
| 제13회      | 5월 3일     | 22.9%           | 25.2%         | 20.0%           | 22.0%         |
| 제14회      | 5월 4일     | 20.4%           | 21.9%         | 19.9%           | 22.6%         |
| 제15회      | 5월 10일    | 25.8%           | 27.9%         | 25.1%           | 28.1%         |
| 제16회      | 5월 11일    | 28.5%           | 30.8%         | 26.2%           | 30.2%         |
| 제17회      | 5월 17일    | 25.0%           | 27.1%         | 25.0%           | 28.0%         |
| 제18회      | 5월 18일    | 25.6%           | 27.3%         | 23.2%           | 25.9%         |
| 제19회      | 5월 24일    | 24.1%           | 26.2%         | 24.6%           | 28.1%         |
| 제20회      | 5월 25일    | 23.8%           | 26.0%         | 22.4%           | 25.3%         |
| 제21회      | 5월 31일    | 25.1%           | 27.7%         | 23.0%           | 25.5%         |
| 제22회      | 6월 1일     | 26.6%           | 29.3%         | 24.2%           | 26.9%         |
| 제23회      | 6월 7일     | 28.1%           | 30.9%         | 23.9%           | 27.2%         |
| 제24회      | 6월 8일     | 30.3%           | 33.2%         | 25.8%           | 29.7%         |
| 제25회      | 6월 14일    | 31.0%           | 33.3%         | 27.4%           | 30.1%         |
| 제26회      | 6월 15일    | 33.1%           | 35.6%         | 29.1%           | 32.3%         |
| 제27회      | 6월 21일    | 29.1%           | 31.0%         | 26.9%           | 29.8%         |
| 제28회      | 6월 22일    | 30.1%           | 32.6%         | 28.0%           | 30.6%         |
| 제29회      | 6월 28일    | 31.1%           | 32.8%         | 28.0%           | 30.4%         |
| 제30회      | 6월 29일    | 31.9%           | 33.8%         | 28.7%           | 31.5%         |
| 제31회      | 7월 5일     | 30.8%           | 33.3%         | 26.1%           | 28.6%         |
| 제32회      | 7월 6일     | 31.3%           | 33.8%         | 27.5%           | 30.4%         |
| 제33회      | 7월 12일    | 29.1%           | 31.1%         | 26.3%           | 29.1%         |
| 제34회      | 7월 13일    | 29.7%           | 31.7%         | 27.4%           | 30.6%         |
| 제35회      | 7월 19일    | 27.6%           | 30.0%         | 24.3%           | 27.0%         |
| 제36회      | 7월 20일    | 29.4%           | 32.0%         | 25.3%           | 27.9%         |
| 제37회      | 7월 26일    | 28.8%           | 31.2%         | 24.4%           | 26.8%         |
| 제38회      | 7월 27일    | 30.6%           | 33.3%         | 25.7%           | 28.3%         |
| 제39회      | 8월 2일     | 23.9%           | 25.8%         | 21.5%           | 23.3%         |
| 제40회      | 8월 3일     | 23.1%           | 25.0%         | 21.9%           | 25.1%         |
| 제41회      | 8월 9일     | 23.7%           | 25.9%         | 22.7%           | 24.8%         |
| 제42회      | 8월 10일    | 23.2%           | 25.2%         | 21.3%           | 23.3%         |
| 제43회      | 8월 16일    | 23.3%           | 25.0%         | 22.7%           | 25.2%         |
| 제44회      | 8월 17일    | 24.8%           | 26.6%         | 21.6%           | 23.6%         |
| 제45회      | 8월 23일    | 24.7%           | 26.5%         | 24.3%           | 27.7%         |
| 제46회      | 8월 24일    | 26.8%           | 29.3%         | 25.1%           | 28.1%         |
| 제47회      | 8월 30일    | 30.7%           | 33.0%         | 27.3%           | 29.9%         |
| 제48회      | 8월 31일    | 30.3%           | 32.5%         | 27.4%           | 30.0%         |
| 제49회      | 9월 6일     | 29.5%           | 31.8%         | 27.7%           | 30.1%         |
| 제50회      | 9월 7일     | 28.6%           | 30.7%         | 25.3%           | 27.3%         |
| 제51회      | 9월 13일    | 26.4%           | 28.8%         | 24.5%           | 26.5%         |
| 제52회      | 9월 14일    | 27.0%           | 29.8%         | 24.5%           | 26.4%         |
| 제53회      | 9월 20일    | 23.0%           | 25.5%         | 22.7%           | 24.4%         |
| 제54회      | 9월 21일    | 20.2%           | 21.1%         | 19.7%           | 21.9%         |
| 제55회      | 9월 27일    | 25.7%           | 28.3%         | 24.4%           | 26.7%         |
| 제56회      | 9월 28일    | 23.6%           | 25.7%         | 24.4%           | 26.7%         |
| 제57회      | 10월 4일    | 20.9%           | 23.2%         | 22.2%           | 24.3%         |
| 제58회      | 10월 5일    | 20.3%           | 23.2%         | 22.6%           | 24.7%         |
| 제59회      | 10월 11일   | 24.9%           | 27.9%         | 24.4%           | 27.4%         |
| 제60회      | 10월 12일   | 22.3%           | 24.2%         | 24.3%           | 26.4%         |
| 평균 시청률 | 평균 시청률 | 24.5%           | 26.6%         | 23.0%           | 25.4%         |

## 수상 및 후보 내역

### 2010년

#### 코리아 드라마 어워즈
| 날짜             | 부문   | 수상/후보자 | 결과 |
| ---------------- | ------ | ----------- | ---- |
| 10월 2일         |        |             |      |
| 작품상           | 작품상 | 후보        |      |
| 연출상           | 이병훈 | 후보        |      |
| 공로상           | 이병훈 | 수상        |      |
| 여자 주연 연기상 | 한효주 | 수상        |      |
| 남자 조연 연기상 | 정동환 | 수상        |      |

#### MBC 연기대상
| 날짜      | 부문                               | 수상/후보자                 | 결과 |
| --------- | ---------------------------------- | --------------------------- | ---- |
| 12월 30일 | 시청자가 뽑은 올해의 드라마        | 시청자가 뽑은 올해의 드라마 | 수상 |
| 12월 30일 | 대상                               | 한효주                      | 수상 |
| 12월 30일 | 여자 최우수상                      | 한효주                      | 후보 |
| 12월 30일 | 여자 인기상                        | 한효주                      | 수상 |
| 12월 30일 | 남자 최우수상                      | 지진희                      | 수상 |
| 12월 30일 | 깨방정상                           | 지진희                      | 수상 |
| 12월 30일 | 여자 우수상                        | 이소연                      | 수상 |
| 12월 30일 | 여자 신인상                        | 박하선                      | 수상 |
| 12월 30일 | 아역상                             | 이형석                      | 수상 |
| 12월 30일 | 아역상                             | 김유정                      | 수상 |
| 12월 30일 | 남자 황금연기상 - 조연 연기자 부문 | 김유석                      | 수상 |

### 2011년

#### 백상예술대상
| 날짜     | 부문                     | 수상/후보자          | 결과 |
| -------- | ------------------------ | -------------------- | ---- |
| 5월 26일 | TV부문 드라마 작품상     | TV부문 드라마 작품상 | 후보 |
| 5월 26일 | 연출상                   | 이병훈               | 후보 |
| 5월 26일 | TV부문 여자 최우수연기상 | 한효주               | 수상 |
| 5월 26일 | TV부문 여자 신인연기상   | 박하선               | 후보 |

## 관련 이야기
- 드라마 선덕여왕에서 왕 호위무사의 복장으로 사용되었던 옷이 드라마 동이에서 의금부 포졸의 옷으로, 드라마 선덕여왕에서 사용된 사량부 구성원의 복장으로 사용되었던 옷이 드라마 동이에서 지방 포졸의 옷으로 등장하였다.
- 이 드라마에서 보조 출연자로 출연한 최나경이 일명 티벳 궁녀라는 이름으로 유명해져 연기자로 데뷔했다. 연기자로서 최나경의 첫 작품은 몽땅 내사랑이다.

## Original Sound Track

### Part.1(2010.6.15)
- 아티스트: 장나라

1. 천애지아(하늘 끝에 이르는 바람)
2. 부용화

### Part.2(2010.9.01)
- 아티스트: 임형주

1. 애별리 (愛別離)[4]

### Part.3(2010.9.09)
- 아티스트: 장윤정

1. 애월랑 (愛月浪)

### Theme.1(2010.9.30)
- 아티스트: 임세현

1. 단애
2. 연련(戀戀, 장나라 - 천애지아의 Piano Version)
3. 염혜
4. 명현

## Song(Asia Country Version)
- 『天后』Taiwan GTV Themesong)

Lyric / Composer By：彭學斌　Performed By：陳勢安
- 『情歌沒有告訴你』Taiwan GTV Ending Song 1)

Lyric By：李焯雄　Composer By：饒善強　Performed By：梁靜茹
- 『你會不會』Taiwan GTV Ending Song 2)

Lyric By：李焯雄　Composer By：宇珩　Performed By：梁靜茹
- 『大愛感動』Hong Kong i-Cable Entertainment Themesong）

Lyric By：Adrian Chow　Composer By：Cousin Fung　Performed By：Kay Tse
- 『妳不需要認』Hong Kong i-Cable Entertainment Subsong）

Lyric By：Cheng Kam Fu　Performed By：Kay Tse

## 경쟁 프로그램
- 오! 마이 레이디(SBS)
- 커피하우스(SBS)
- 나는 전설이다(SBS)
- 닥터 챔프(SBS)
- 제중원(SBS)
- 자이언트(SBS)
- 부자의 탄생(KBS 2TV)
- 국가가 부른다(KBS 2TV)
- 구미호: 여우누이뎐(KBS 2TV)
- 성균관 스캔들(KBS 2TV)